# Egisto Corradi
Egisto Corradi (Parma, 22 maggio 1914 – Milano, 25 maggio 1990) è stato un giornalista, scrittore e militare italiano.
Nato in una famiglia di origini contadine, dopo il diploma da ragioniere si laureò in economia e commercio e si avvicinò ancora giovanissimo al giornalismo.
Come inviato speciale del Corriere della Sera nel dopoguerra è stato corrispondente e acuto osservatore della realtà nelle principali zone del mondo interessate da eventi bellici. Amava dire che il vero giornalismo è quello che si pratica con la suola delle scarpe. Ettore Mo lo apostrofò simpaticamente:
«Tu sei re Artù e io il cavaliere della tua tavola rotonda» .

## Biografia
Egisto Corradi iniziò il mestiere di giornalista come correttore di bozze alla Gazzetta di Parma (lo stesso giornale per cui lavorò anche Giovanni Guareschi).
Chiamato alle armi come sottotenente degli alpini per combattere nell'esercito durante la Seconda guerra mondiale, partecipò alla sfortunata Campagna di Grecia. Dopo il rimpatrio, fu inquadrato nella Divisione Alpina Julia, insieme alla Cuneense e alla Tridentina parte dell'ARMIR, con la quale partecipò alla campagna di Russia. Corradi fu decorato con la medaglia d'argento al Valor Militare. Narrò nel saggio storico-autobiografico La ritirata di Russia il ritiro dei soldati italiani nel gennaio 1943  nel disperato tentativo di uscire dalla sacca nella gelida steppa sovietica in cui l'esercito di Stalin li aveva rinchiusi.
Nell'immediato dopoguerra passò al Corriere della Sera, testata per la quale svolse a lungo attività di inviato. Tra il dicembre 1950 e il febbraio 1951 documentò per il quotidiano milanese il Rally transafricano "Algeri-Città del Capo" a bordo di un autocarro Lancia Beta carrozzato per l'occasione dalla Viberti. Nel 1954 era a Trieste, che ritornava dopo lunghi anni all'Italia :
Egisto Corradi è stato un acuto osservatore della realtà del suo tempo e la sua prosa ha costituito materiale di studio per numerosi giornalisti. Ecco come descriveva, in un articolo sul Corriere della Sera del 1952, il moltiplicarsi di sanatori nella zona di Sondalo, in Valtellina:
Fu uno dei pochi testimoni oculari della rivoluzione ungherese del 1956 («Dalle 15 di oggi non si transita più sulla strada Nichelsdorf-Budapest. Un certo numero di carri armati sovietici ha preso oggi posizione sulla strada Virana-Budapest, una decina di chilometri dentro il territorio ungherese e ha bloccato le comunicazioni che da qualche giorno si erano stabilite fra Ungheria e Occidente...», scriverà per il suo giornale il 2 novembre di quell'anno
) e descrisse gli eventi che negli anni successivi sconvolsero il Congo, il Vietnam (dove si recò per dieci anni) e, nel 1968, l'allora Cecoslovacchia attraversata dalla primavera di Praga, fino agli ultimi reportage dall'Afghanistan al fianco di un'altra grande inviata speciale, la scrittrice fiorentina Oriana Fallaci. Pochi anni prima, in Africa, nel 1964, aveva scritto una delle sue corrispondenze più intense: le suore e i missionari fucilati e sgozzati sulle sponde del Congo e le piroghe trascinate dalla forte corrente del fiume color fango sotto una pioggia di proiettili.
Egisto Corradi fu autore  di una curiosa inchiesta che gli era stata commissionata, a fine anni quaranta, dal Corriere d'Informazione, giornale del pomeriggio milanese dello stesso gruppo editoriale del Corsera, riguardante l'immigrazione clandestina di manovalanza operaia in Francia, prevalentemente dal meridione d'Italia, susseguente a restrizioni imposte dal governo centrale di Parigi. La barba incolta, vestito con abiti di seconda mano acquistati su una bancarella, e privo del tesserino dell'Ordine dei Giornalisti (la carta di identità era stata adeguatamente contraffatta con la scritta operaio al posto di quella di giornalista), l'ancora giovane cronista Corradi salì su un treno di terza classe che da Aosta lo avrebbe trasportato, mescolato ad altri operai alla ricerca di compiacenti passeur nella cittadina valdostana di Pré-Saint-Didier, dalla quale avrebbe sviluppato la sua inchiesta.
Non gli riuscì tuttavia, nel 1964, di entrare - assieme ad un nutrito gruppo di inviati - nell'allora Unione Sovietica per sviluppare un'inchiesta sul PCUS .
In Italia fu testimone anche di altri grandi eventi, come il disastro del Vajont e il terremoto del Belice, un disastro che segnò profondamente l'Italia degli anni sessanta e del quale restituì puntuali resoconti centrati sullo stato di assoluta precarietà in cui si svolsero i soccorsi nei giorni successivi il verificarsi del sisma.
Insieme ad altri autori ha condotto inchieste su città italiane sedi di stabilimenti Italsider, ricche di informazioni sulla loro urbanistica e architettura, raccolte nel volume Le città del ferro (Genova, Sigla Effe, 1966). Nel 1974 lasciò il Corriere per seguire Indro Montanelli nella fondazione de Il Giornale Nuovo.
A Corradi sono stati assegnati diversi premi giornalistici per la sua lunga e intensa carriera e al suo nome è stato intitolato un ulteriore premio.
La sua città natale, Parma, gli ha dedicato una via.

## Opere
- Egisto Corradi, Africa a cronometro, cronaca della Mille Miglia nera, Milano, Garzanti, 1952.
- Egisto Corradi, La ritirata di Russia, Milano, Longanesi, 1964.
- Egisto Corradi, L'avvocato, Vallecchi, 1966
- Egisto Corradi, Dalle zone calde, Società Europea di Edizioni, Milano, 1981. Presentazione di Indro Montanelli, a cura di Marcello Staglieno
- Egisto Corradi, Africa a cronometro, cronaca della «Mille Miglia Nera», Milano, Corbaccio, 2015. Nuova edizione ampliata a cura di Paolo Dal Chiele e Paolo Giusti, con un ricordo di Indro Montanelli.
- Egisto Corradi, Reportages (1945-1974), (a cura di Franco Contorbia), Fondazione Corriere della Sera, Milano, 2015, ISBN 9788896820292